# Fenton (Iowa)
Fenton és una població dels Estats Units a l'estat d'Iowa. Segons el cens del 2000 tenia 317 habitants.

## Demografia
Segons el cens del 2000, Fenton tenia 317 habitants, 157 habitatges, i 89 famílies. La densitat de població era de 349,7 habitants/km².
Dels 157 habitatges en un 22,3% hi vivien nens de menys de 18 anys, en un 50,3% hi vivien parelles casades, en un 4,5% dones solteres, i en un 42,7% no eren unitats familiars. En el 41,4% dels habitatges hi vivien persones soles el 28% de les quals corresponia a persones de 65 anys o més que vivien soles. El nombre mitjà de persones vivint en cada habitatge era de 2,02 i el nombre mitjà de persones que vivien en cada família era de 2,73.
Per edats la població es repartia de la següent manera: un 21,1% tenia menys de 18 anys, un 5% entre 18 i 24, un 25,9% entre 25 i 44, un 19,6% de 45 a 60 i un 28,4% 65 anys o més.
L'edat mediana era de 44 anys. Per cada 100 dones de 18 o més anys hi havia 78,6 homes.
La renda mediana per habitatge era de 30.714 $ i la renda mediana per família de 38.571 $. Els homes tenien una renda mediana de 25.000 $ mentre que les dones 17.500 $. La renda per capita de la població era de 15.154 $. Entorn del 5,4% de les famílies i el 6,4% de la població estaven per davall del llindar de pobresa.

## Poblacions més properes
El següent diagrama mostra les poblacions més properes.